# Liste der Nummer-eins-Hits in Mexiko (2018)
Diese Liste der Nummer-eins-Hits basiert auf den offiziellen mexikanischen Streaming- und Albumcharts im Jahr 2018, die durch AMPROFON, die nationale Landesgruppe der IFPI, ermittelt werden. Aufgrund mangelnder Archivierung der Chartseiten sind nicht zu allen Wochen Chartdaten verfügbar.

## Singles
| ← 2017 ← | Liste der Nummer-eins-Hits in Mexiko | Liste der Nummer-eins-Hits in Mexiko       | Liste der Nummer-eins-Hits in Mexiko | 2019 →                    |
| \| Zeitraum \| Wo. ges. \| Interpret \| Titel Autor(en) \| Zusätzliche Informationen \| \| (Zeitraum, Wochen auf Platz eins, Interpret, Titel, Autor[en], zusätzliche Informationen) \| \| \| \| \| \| ----------------------------------------------------------------------------------------- \| -------- \| ------------------------------------------ \| ------------------------------------------------------------------------------------------------------------------------------------------------- \| ------------------------- \| \| 12. Januar 2018 – 15. Februar 2018 5 Wochen (insgesamt 6) \| 6 \| Wolfine \| Bella[1][2][3][4][5] \| – \| \| 23. Februar 2018 – 8. März 2018 2 Wochen \| 2 \| Bad Bunny \| Amorfoda[6][7] \| – \| \| 9. März 2018 – 15. März 2018 1 Woche (insgesamt 6) \| 6 \| Wolfine \| Bella[8] \| – \| \| 16. März 2018 – 22. März 2018 1 Woche (insgesamt 8) \| 8 \| Nicky Jam & J Balvin \| X[9] Nick Rivera, José Osorio, Juan Diego Medina, Jonathan Thiel, Rashid Badloe, Shareef Badloe, Giordano Ashruf \| – \| \| 30. März 2018 – 17. Mai 2018 7 Wochen (insgesamt 8) \| 8 \| Nicky Jam & J Balvin \| X[10][11][12][13][14][15][16] Nick Rivera, José Osorio, Juan Diego Medina, Jonathan Thiel, Rashid Badloe, Shareef Badloe, Giordano Ashruf \| – \| \| 25. Mai 2018 – 5. Juli 2018 6 Wochen (insgesamt 10) \| 10 \| Nio Garcia feat. Darell, Ozuna & Nicky Jam \| Te boté (Remix)[17][18][19][20][21][22] \| – \| \| 13. Juli 2018 – 19. Juli 2018 1 Woche (insgesamt 10) \| 10 \| Nio Garcia feat. Darell, Ozuna & Nicky Jam \| Te boté (Remix)[23] \| – \| \| 27. Juli 2018 – 16. August 2018 3 Wochen (insgesamt 10) \| 10 \| Nio Garcia feat. Darell, Ozuna & Nicky Jam \| Te boté (Remix)[24][25][26] \| – \| \| 17. August 2018 – 23. August 2018 1 Woche \| 1 \| J Balvin & Zion & Lennox \| No es justo[27] \| – \| \| 24. August 2018 – 30. August 2018 1 Woche \| 1 \| Ozuna & Manuel Turizo \| Vaina loca[28] \| – \| \| 30. November 2018 – 13. Dezember 2018 2 Wochen (insgesamt 4) \| 4 \| Pedro Capó feat. Farruko \| Calma (Remix)[29][30] Pedro Capó, Carlos Efrén Reyes Rosado, George Noriega, Gabriel Edgar Gonzalez Perez, Franklin Jovani Martínez, Sharo Towers \| – \| |                                      |                                            | |                           |
| ← 2017 |                                      |                                            | | → 2019 →                  |
| Zeitraum | Wo. ges.                             | Interpret                                  | Titel Autor(en) | Zusätzliche Informationen |
| (Zeitraum, Wochen auf Platz eins, Interpret, Titel, Autor[en], zusätzliche Informationen) |                                      |                                            | |                           |
| 12. Januar 2018 – 15. Februar 2018 5 Wochen (insgesamt 6) | 6                                    | Wolfine                                    | Bella | –                         |
| 23. Februar 2018 – 8. März 2018 2 Wochen | 2                                    | Bad Bunny                                  | Amorfoda | –                         |
| 9. März 2018 – 15. März 2018 1 Woche (insgesamt 6) | 6                                    | Wolfine                                    | Bella | –                         |
| 16. März 2018 – 22. März 2018 1 Woche (insgesamt 8) | 8                                    | Nicky Jam & J Balvin                       | X Nick Rivera, José Osorio, Juan Diego Medina, Jonathan Thiel, Rashid Badloe, Shareef Badloe, Giordano Ashruf                             | –                         |
| 30. März 2018 – 17. Mai 2018 7 Wochen (insgesamt 8) | 8                                    | Nicky Jam & J Balvin                       | X Nick Rivera, José Osorio, Juan Diego Medina, Jonathan Thiel, Rashid Badloe, Shareef Badloe, Giordano Ashruf                             | –                         |
| 25. Mai 2018 – 5. Juli 2018 6 Wochen (insgesamt 10) | 10                                   | Nio Garcia feat. Darell, Ozuna & Nicky Jam | Te boté (Remix) | –                         |
| 13. Juli 2018 – 19. Juli 2018 1 Woche (insgesamt 10) | 10                                   | Nio Garcia feat. Darell, Ozuna & Nicky Jam | Te boté (Remix) | –                         |
| 27. Juli 2018 – 16. August 2018 3 Wochen (insgesamt 10) | 10                                   | Nio Garcia feat. Darell, Ozuna & Nicky Jam | Te boté (Remix) | –                         |
| 17. August 2018 – 23. August 2018 1 Woche | 1                                    | J Balvin & Zion & Lennox                   | No es justo | –                         |
| 24. August 2018 – 30. August 2018 1 Woche | 1                                    | Ozuna & Manuel Turizo                      | Vaina loca | –                         |
| 30. November 2018 – 13. Dezember 2018 2 Wochen (insgesamt 4) | 4                                    | Pedro Capó feat. Farruko                   | Calma (Remix) Pedro Capó, Carlos Efrén Reyes Rosado, George Noriega, Gabriel Edgar Gonzalez Perez, Franklin Jovani Martínez, Sharo Towers | –                         |

## Alben
| ← 2017 ← | Liste der Nummer-eins-Hits in Mexiko | Liste der Nummer-eins-Hits in Mexiko | Liste der Nummer-eins-Hits in Mexiko    | 2019 →                    |
| \| Zeitraum \| Wo. ges. \| Interpret \| Titel \| Zusätzliche Informationen \| \| (Zeitraum, Wochen auf Platz eins, Interpret, Titel, zusätzliche Informationen) \| \| \| \| \| \| ------------------------------------------------------------------------------ \| -------- \| ---------------------------------- \| ------------------------------------------- \| ------------------------- \| \| 9. Februar 2018 – 15. Februar 2018 1 Woche \| 1 \| Timbiriche \| Juntos[31] \| – \| \| 23. Februar 2018 – 1. März 2018 1 Woche \| 1 \| Luis Miguel \| México por Siempre[32] \| – \| \| 2. März 2018 – 8. März 2018 1 Woche \| 1 \| Carlos Cuevas \| Bolero de Oro de la Música Tropical[33] \| – \| \| 9. März 2018 – 15. März 2018 1 Woche \| 1 \| Morat \| Sobre el Amor y sus Efectos Secundarios[34] \| – \| \| 23. März 2018 – 29. März 2018 1 Woche (insgesamt 3) \| 3 \| CD9 \| .5[35] \| – \| \| 30. März 2018 – 5. April 2018 1 Woche (insgesamt 7) \| 7 \| Verschiedene Interpreten / Leo Dan \| Celebrando a una leyenda[36] \| – \| \| 13. April 2018 – 26. April 2018 2 Wochen (insgesamt 7) \| 7 \| Verschiedene Interpreten / Leo Dan \| Celebrando a una leyenda[37][38] \| – \| \| 11. Mai 2018 – 24. Mai 2018 2 Wochen (insgesamt 7) \| 7 \| Verschiedene Interpreten / Leo Dan \| Celebrando a una leyenda[39][40] \| – \| \| 1. Juni 2018 – 7. Juni 2018 1 Woche (insgesamt 7) \| 7 \| Verschiedene Interpreten / Leo Dan \| Celebrando a una leyenda[41] \| – \| \| 8. Juni 2018 – 14. Juni 2018 1 Woche (insgesamt 5) \| 5 \| Los Ángeles Azules \| Esto Sí es Cumbia[42] \| – \| \| 15. Juni 2018 – 21. Juni 2018 1 Woche (insgesamt 7) \| 7 \| Verschiedene Interpreten / Leo Dan \| Celebrando a una leyenda[43] \| – \| \| 22. Juni 2018 – 19. Juli 2018 4 Wochen (insgesamt 5) \| 5 \| Los Ángeles Azules \| Esto Sí es Cumbia[44][45][46][47] \| – \| \| 16. November 2018 – 22. November 2018 1 Woche (insgesamt 3) \| 3 \| Queen \| Bohemian Rhapsody[48] \| – \| \| 30. November 2018 – 6. Dezember 2018 1 Woche (insgesamt 3) \| 3 \| Queen \| Bohemian Rhapsody[49] \| – \| |                                      |                                      |                                         |                           |
| ← 2017 |                                      |                                      |                                         | → 2019 →                  |
| Zeitraum | Wo. ges.                             | Interpret                            | Titel                                   | Zusätzliche Informationen |
| (Zeitraum, Wochen auf Platz eins, Interpret, Titel, zusätzliche Informationen) |                                      |                                      |                                         |                           |
| 9. Februar 2018 – 15. Februar 2018 1 Woche | 1                                    | Timbiriche                           | Juntos                                  | –                         |
| 23. Februar 2018 – 1. März 2018 1 Woche | 1                                    | Luis Miguel                          | México por Siempre                      | –                         |
| 2. März 2018 – 8. März 2018 1 Woche | 1                                    | Carlos Cuevas                        | Bolero de Oro de la Música Tropical     | –                         |
| 9. März 2018 – 15. März 2018 1 Woche | 1                                    | Morat                                | Sobre el Amor y sus Efectos Secundarios | –                         |
| 23. März 2018 – 29. März 2018 1 Woche (insgesamt 3) | 3                                    | CD9                                  | .5                                      | –                         |
| 30. März 2018 – 5. April 2018 1 Woche (insgesamt 7) | 7                                    | Verschiedene Interpreten / Leo Dan   | Celebrando a una leyenda                | –                         |
| 13. April 2018 – 26. April 2018 2 Wochen (insgesamt 7) | 7                                    | Verschiedene Interpreten / Leo Dan   | Celebrando a una leyenda                | –                         |
| 11. Mai 2018 – 24. Mai 2018 2 Wochen (insgesamt 7) | 7                                    | Verschiedene Interpreten / Leo Dan   | Celebrando a una leyenda                | –                         |
| 1. Juni 2018 – 7. Juni 2018 1 Woche (insgesamt 7) | 7                                    | Verschiedene Interpreten / Leo Dan   | Celebrando a una leyenda                | –                         |
| 8. Juni 2018 – 14. Juni 2018 1 Woche (insgesamt 5) | 5                                    | Los Ángeles Azules                   | Esto Sí es Cumbia                       | –                         |
| 15. Juni 2018 – 21. Juni 2018 1 Woche (insgesamt 7) | 7                                    | Verschiedene Interpreten / Leo Dan   | Celebrando a una leyenda                | –                         |
| 22. Juni 2018 – 19. Juli 2018 4 Wochen (insgesamt 5) | 5                                    | Los Ángeles Azules                   | Esto Sí es Cumbia                       | –                         |
| 16. November 2018 – 22. November 2018 1 Woche (insgesamt 3) | 3                                    | Queen                                | Bohemian Rhapsody                       | –                         |
| 30. November 2018 – 6. Dezember 2018 1 Woche (insgesamt 3) | 3                                    | Queen                                | Bohemian Rhapsody                       | –                         |

## Belege
1. ↑  https://web.archive.org/web/20180126190156/http://amprofon.com.mx/es/pages/prensa/top-streaming.php
2. ↑  https://web.archive.org/web/20180131163444/http://amprofon.com.mx/es/pages/prensa/top-streaming.php
3. ↑  https://web.archive.org/web/20180208173733/http://amprofon.com.mx/es/pages/prensa/top-streaming.php
4. ↑  https://web.archive.org/web/20180217171538/http://amprofon.com.mx/es/pages/prensa/top-streaming.php
5. ↑  https://web.archive.org/web/20180223190024/http://amprofon.com.mx/es/pages/prensa/top-streaming.php
6. ↑  http://web.archive.org/web/20180312223143/http://amprofon.com.mx/es/pages/rankings/top-streaming.php
7. ↑  http://web.archive.org/web/20180314062505/http://amprofon.com.mx/es/pages/rankings/top-streaming.php
8. ↑  http://web.archive.org/web/20180323070723/http://amprofon.com.mx/es/pages/rankings/top-streaming.php
9. ↑  http://web.archive.org/web/20180329071020/http://amprofon.com.mx/es/pages/rankings/top-streaming.php
10. ↑  http://web.archive.org/web/20180410003539/http://amprofon.com.mx/es/pages/rankings/top-streaming.php
11. ↑  http://web.archive.org/web/20180417210855/http://amprofon.com.mx/es/pages/rankings/top-streaming.php
12. ↑  http://web.archive.org/web/20180428215604/http://amprofon.com.mx/es/pages/rankings/top-streaming.php
13. ↑  http://web.archive.org/web/20180503234432/http://amprofon.com.mx/es/pages/rankings/top-streaming.php
14. ↑  http://web.archive.org/web/20180510011435/http://amprofon.com.mx/es/pages/rankings/top-streaming.php
15. ↑  http://web.archive.org/web/20180518162626/http://amprofon.com.mx:80/es/pages/rankings/top-streaming.php
16. ↑  http://web.archive.org/web/20180522055053/http://amprofon.com.mx/es/pages/rankings/top-streaming.php
17. ↑  http://web.archive.org/web/20180608033827/http://amprofon.com.mx/es/pages/rankings/top-streaming.php
18. ↑  http://web.archive.org/web/20180619011657/http://amprofon.com.mx/es/pages/rankings/top-streaming.php
19. ↑  http://web.archive.org/web/20180620033143/http://amprofon.com.mx/es/pages/rankings/top-streaming.php
20. ↑  http://web.archive.org/web/20180702202023/http://amprofon.com.mx/es/pages/rankings/top-streaming.php
21. ↑  http://web.archive.org/web/20180715004930/http://amprofon.com.mx/es/pages/rankings/top-streaming.php
22. ↑  http://web.archive.org/web/20180719223456/http://amprofon.com.mx/es/pages/rankings/top-streaming.php
23. ↑  http://web.archive.org/web/20180724174439/http://amprofon.com.mx:80/es/pages/rankings/top-streaming.php
24. ↑  http://web.archive.org/web/20180807190339/http://amprofon.com.mx/es/pages/rankings/top-streaming.php
25. ↑  http://web.archive.org/web/20180816235208/http://amprofon.com.mx/es/pages/rankings/top-streaming.php
26. ↑  http://web.archive.org/web/20180827221848/http://amprofon.com.mx/es/pages/rankings/top-streaming.php
27. ↑  http://web.archive.org/web/20180905134631/http://amprofon.com.mx/es/pages/rankings/top-streaming.php
28. ↑  http://web.archive.org/web/20180907064835/http://amprofon.com.mx/es/pages/rankings/top-streaming.php
29. ↑  http://web.archive.org/web/20181212043033/http://amprofon.com.mx/es/pages/rankings/top-streaming.php
30. ↑  http://web.archive.org/web/20181220041527/http://amprofon.com.mx/es/pages/rankings/top-streaming.php
31. ↑  http://web.archive.org/web/20180312223357/https://amprofon.com.mx/es/pages/rankings/top-album.php
32. ↑  http://web.archive.org/web/20180314062333/http://amprofon.com.mx/es/pages/rankings/top-album.php
33. ↑  http://web.archive.org/web/20180315174417/http://amprofon.com.mx/es/pages/rankings/top-album.php
34. ↑  http://web.archive.org/web/20180329070825/http://amprofon.com.mx/es/pages/rankings/top-album.php
35. ↑  http://web.archive.org/web/20180410003535/http://amprofon.com.mx/es/pages/rankings/top-album.php
36. ↑  http://web.archive.org/web/20180417210832/http://amprofon.com.mx/es/pages/rankings/top-album.php
37. ↑  http://web.archive.org/web/20180428215329/http://amprofon.com.mx/es/pages/rankings/top-album.php
38. ↑  http://web.archive.org/web/20180509221235/http://amprofon.com.mx/es/pages/rankings/top-album.php
39. ↑  http://web.archive.org/web/20180529160651/http://amprofon.com.mx:80/es/pages/rankings/top-album.php
40. ↑  http://web.archive.org/web/20180608034047/http://amprofon.com.mx/es/pages/rankings/top-album.php
41. ↑  http://web.archive.org/web/20180618202603/http://amprofon.com.mx/es/pages/rankings/top-album.php
42. ↑  http://web.archive.org/web/20180702201711/http://amprofon.com.mx/es/pages/rankings/top-album.php
43. ↑  http://web.archive.org/web/20180709184326/http://amprofon.com.mx/es/pages/rankings/top-album.php
44. ↑  http://web.archive.org/web/20180717000104/http://amprofon.com.mx/es/pages/rankings/top-album.php
45. ↑  http://web.archive.org/web/20180719223431/http://amprofon.com.mx/es/pages/rankings/top-album.php
46. ↑  http://web.archive.org/web/20180726221640/http://amprofon.com.mx/es/pages/rankings/top-album.php
47. ↑  http://web.archive.org/web/20180807190056/http://amprofon.com.mx/es/pages/rankings/top-album.php
48. ↑  http://web.archive.org/web/20181212043123/http://amprofon.com.mx/es/pages/rankings/top-album.php
49. ↑  http://web.archive.org/web/20181221210948/http://amprofon.com.mx/es/pages/rankings/top-album.php

Siehe auch: Nummer-eins-Hits 2018 in Argentinien,  Australien, Belgien, Brasilien, Bulgarien, Dänemark, Deutschland, Finnland, Frankreich, Griechenland, Irland, Italien, Japan, Kanada, Kolumbien, Kroatien, Malaysia, Neuseeland, den Niederlanden, Norwegen, Österreich, Polen, Portugal, Schweden, der Schweiz, Singapur, Slowakei, Spanien, Südkorea, Tschechien, Ungarn, den Vereinigten Staaten und im Vereinigten Königreich.